# Mary Langford
Ada Mary Langford (* 23. November 1894 in Liverpool; † 11. März 1973 in Dawlish) war eine britische Schwimmerin.

## Karriere
Langford begann ihre Karriere im Schwimmsport auf nationaler Ebene. Hier konnte sie zunächst regionale Meisterschaften gewinnen. 1912 nahm sie an den Olympischen Spielen teil. In Stockholm erreichte sie im Wettbewerb über 100 m Freistil das Halbfinale. Nach dem Ersten Weltkrieg war sie als Synchronschwimmerin und Wasserspringerin aktiv. Später lebte und arbeitete sie einige Zeit auf Helgoland.